# Protéine PR

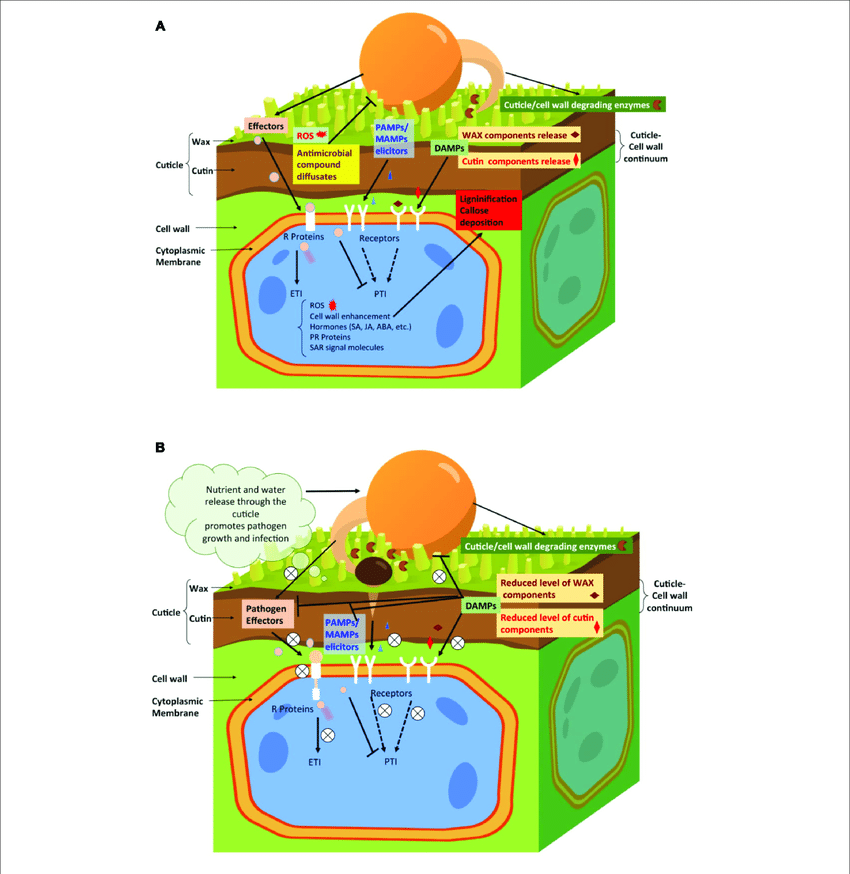
Modèle hypothétique représentant l'implication de la cuticule au cours des interactions plante/agent pathogène. (A) plante résistante aux maladies, (B) plante-hôte susceptible aux infections des pathogènes.
Légende : éliciteurs généraux du pathogène PAMPs/MAMPs, éliciteurs spécifiques ou effecteurs issus des pathogènes spécifiques reconnus par les récepteurs immunitaires membranaires et intracellulaires (protéines de résistance R), intervenant dans le système immunitaire inné PTI et ETI ; Les réponses défensives aux stress biotiques (pathogènes) au cours de l'ETI impliquent la production de molécules de signalisation SAR, la synthèse de composés antimicrobiens (ROS, protéines PR), la production d'hormones de défense (SA, JA, ABA) et le renforcement des parois cellulaires (dépôts de callose, de lignine, de subérine).

Les protéines liées à la pathogenèse (PR, de l'anglais Pathogenesis-related protein) sont des protéines produites dans les plantes en cas d'attaque par un pathogène. Ils sont induits dans le cadre d'une résistance systémique acquise. Les infections activent les gènes qui produisent des protéines PR. Certaines de ces protéines sont antimicrobiennes et attaquent les molécules de la paroi cellulaire d'une bactérie ou d'un champignon. D'autres peuvent fonctionner comme des signaux qui propagent des « nouvelles » de l'infection aux cellules voisines. Les infections stimulent également la réticulation des molécules dans la paroi cellulaire et le dépôt de lignine, réponses qui mettent en place une barricade locale qui ralentit la propagation du pathogène vers d'autres parties de la plante. 
L'acide salicylique joue un rôle dans la résistance des plantes aux maladies en induisant la production de protéines liées à la pathogenèse. De nombreuses protéines présentes dans le vin sont des protéines liées aux agents pathogènes du raisin. Ceux-ci comprennent des protéines et des chitinases de type thaumatine. 
De nombreuses familles de protéines liées à la pathogenèse coïncident également avec des groupes d'allergènes humains, même si l'allergie peut n'avoir rien à voir avec la fonction de défense des protéines. Le regroupement de ces protéines par leurs caractéristiques de séquence permet de trouver des protéines allergènes potentielles à partir de génomes végétaux séquencés, un domaine d'étude surnommé « allergénomique ». 

## Classification
En 2014, 17 familles de protéines PR ont été nommées :
| Famille | Classification de domaine     | Protéines                                                    | Fonctions                                  | Allergènes |
| ------- | ----------------------------- | ------------------------------------------------------------ | ------------------------------------------ | --- |
| PR-1    | IPR034111 IPR001283           | PR-1 a, PR-1 b et PR-1 c                                     | Antifongique (CAP)                         | Cuc m 3 (melon melon ; UniProt : P83834) - syndrome d'allergie orale |
| PR-2    | (GH17)                        | β-1,3-glucanases                                             | Clive les β-1,3-glucanes                   | - Hev b 2 (latex ; UniProt : P52407) - contact avec une dermatite - Ole e 9 (olive) - allergie respiratoire - Mus a 5 (banane) - syndrome d'allergie orale |
| PR-3    | IPR016283                     | Chitinase types I, II, IV, V, VI et VII                      | Endochitinase                              | - Pers a 1 (avocat) - yeux ou nez qui piquent, asthme, enflure, etc. - Mus a 2 (banane) - allergie alimentaire comme gonflement des lèvres, anaphylaxie, etc. |
| PR-4    | IPR001153                     | Domaine de Barwin chitinase I / II                           | Antifongique et chitinase                  | Pro-heveins : Hev b 6 - dermatite de contact |
| PR-5    | IPR001938                     | Similaire à la thaumatine                                    | Antifongique                               | - Jun a 3 (cèdre de montagne), Cry j 1 (cèdre japonais) et Cup a 3 (cyprès d'Arizona) - rhinite, conjonctivite et asthme - Pru av 2 (cerise), Mal d 2 (pomme), Cap a 1 (poivron), Act d 2 (kiwi) et Mus a 4 (banane) - syndrome d'allergie orale                                                 |
| PR-6    | IPR000864                     | Protéase de pomme de terre I                                 | Inhibiteur de protéinase                   | |
| PR-7    | (Similaire à la subtilisine ) | Endoprotéinase de tomate P69 (UniProt : O82007)              | Endoprotéinase                             | |
| PR-8    | (GH18)                        | Chitinase de concombre                                       | Chitinase III                              | - Hévamine (latex, UniProt : P23472) —contacter une dermatite. - Ziz m 1 (jujube indien, UniProt : Q2VST0) - syndrome d'allergie orale - Cof a 1 (café, UniProt : D7REL9) - allergie aux UniProt : D7REL9 et aux voies respiratoires                                                             |
| PR-9    | (Haem peroxydase III)         | Peroxydase formant de la lignine du tabac (UniProt : P11965) | Peroxydase                                 | |
| PR-10   | IPR024949 IPR000916           | Persil "PR-1"                                                | Similaire à la ribonucléase                | - Bet v 1 (pollen de bouleau) - rhinoconjonctivite allergique et asthme - Pru av 1 (cerise), Mal d 1 (pomme), Api g 1 (céleri) et Dau c 1 (carotte) - syndrome d'allergie orale - Gly m 4 (soja), Vig r 1 (haricot mungo), Cor a 1 (noisette) et Cas s 1 (châtaigne) - syndrome d'allergie orale |
| PR-11   | (GH18)                        | UniProt : Q43576 V du tabac (UniProt : Q43576)               | Chitinase                                  | |
| PR-12   | IPR008176                     | Radis Rs-AFP3 (UniProt : O24332)                             | Defensin végétal                           | |
| PR-13   | IPR001010                     | Arabidopsis THI2.1 (UniProt : Q42596)                        | Thionine                                   | |
| PR-14   | IPR000528                     | Protéines de transfert lipidique                             | Navette de phospholipides et d'acides gras | - Par j 1 (mauvaise herbe; UniProt : P43217) - rhinite et asthme - Pru p 3 (pêche), Mal d 3 (pomme), Pru av 3 (cerise), Pru ar 3 (abricot), Cor a 8 (noisette), Cas s 8 (châtaigne) et Zea m 14 (maïs) - syndrome d'allergie orale                                                               |
| PR-15   | IPR001929                     | OxOa d'orge (UniProt : P45850)                               | germin ; Oxalate oxydase                   | |
| PR-16   | IPR001929                     | Orge OxOLP (UniProt : O49871)                                | germinatif                                 | |
| PR-17   | IPR007541                     | Tabac NtPRp27 (UniProt : Q9XIY9)                             | résistance au mildiou (? )                 | |

## Identification
Comme les protéines PR sont produites lorsque le tissu végétal est stressé, diverses manières de signaler le stress sont utilisées pour forcer la plante à exprimer les gènes PR pour l'identification. Les facteurs de stress utiles incluent une infection réelle ou simplement des signaux de défense tels que le salicylate et le jasmonate de méthyle. Les protéines peuvent être identifiées par isolement, digestion des peptides et appariement contre les séquences génomiques (séquençage des protéines). Les séquences obtenues peuvent ensuite être vérifiées par rapport aux familles de protéines PR connues pour la catégorisation,. 